# Georg Zipfel (Skilangläufer)
Georg Zipfel (* 13. Mai 1953 in Freiburg im Breisgau) ist ein ehemaliger deutscher Skilangläufer. Nach Beendigung seiner aktiven Laufbahn 1982 war er in verschiedenen Trainerbereichen beim DSV im Bereich Skilanglauf tätig.

## Frühe Jahre
Georg Zipfel wuchs als eines von vier Kindern eines Postangestellten auf. Alle vier Kinder, unter anderem sein Bruder Peter kamen schon früh mit dem Skilanglauf in Berührung. Der Vater unterstützte die sportlichen Ambitionen seines Nachwuchses. Georg Zipfel trat dem SV Kirchzarten bei und trainierte unter dem späteren Bundestrainer Georg Suttner. Unter Suttner gewann Zipfel vier Meistertitel bei Jugend- und Juniorenmeisterschaften.
1971, nach seiner Ausbildung zum Großhandelskaufmann, ging Georg Zipfel zur Bundeswehr. Da er kurz zuvor in den Nationalkader berufen wurde, konnte er seinen Wehrdienst bei der Sportfördergruppe der Bundeswehr absolvieren.
Bei den Junioren-Europameisterschaften 1972 gewann er zwei Medaillen, eine goldene und eine silberne. 1973 wurde er zudem zum weltbesten Junior gewählt, nachdem er 31 von 33 Rennen gewann, darunter ein Rennen bei den Holmenkollenspielen in Oslo.

## Aktive Laufbahn bei den Senioren
1972 nahm Georg Zipfel erstmals an Deutschen Meisterschaften der Senioren teil und startete über 15 km. 1974 wurde er zum ersten Mal Deutscher Meister. Mit seinem Sieg über seine Paradestrecke von 15 km löste er den damals dominierenden Athleten Walter Demel ab. 1974 wurde er über diese Strecke nochmals Meister. Bei der nordischen Skiweltmeisterschaft 1974 in Falun belegte er Platz 24. Den, damals noch inoffiziellen, Weltcup beendete er auf Platz 15.
1976 nahm Georg Zipfel an den Olympischen Winterspielen in Innsbruck teil. Während er über 50 km auf Platz 23 und über 30 km auf Platz 14 kam, konnte er über 15 km bis auf Platz 7 vordringen. Dazu kam ein neunter Platz mit der Herrenstaffel. Das Jahr war überaus erfolgreich für Georg Zipfel. Er gewann die deutsche Meisterschaft über 30 km und belegte den 12. Platz beim immer noch inoffiziellen Weltcup.
Bei der nordischen Skiweltmeisterschaft 1978 in Lahti kam Georg Zipfel über 15 km als 26. ins Ziel. Als Mitglied der Herrenstaffel konnte er, zusammen mit seinem drei Jahre jüngeren Bruder Peter, den sechsten Platz feiern.
Insgesamt wurde Georg Zipfel 18 Mal Deutscher Meister, darunter waren fünf Meisterschaften in Einzeldisziplinen. Neben den oben genannten Meisterschaften wurde er 1979 Meister über 15 km und 1980 über 30 km. 1982 beendete er seine aktive Karriere.

## Trainerlaufbahn
Nach dem Ende seiner aktiven Laufbahn besuchte Georg Zipfel die Trainerakademie Köln des Deutschen Olympischen Sportbundes. 1983 erhielt er das Trainerdiplom und wurde vom DSV als Nachwuchstrainer engagiert. Als ehemaliger Leistungssportler waren ihm die Entscheidungen seiner Trainerkollegen und der Funktionäre zu langsam. 1986 wurde Zipfel Cheftrainer der Frauenmannschaft. Doch die nordische Skiweltmeisterschaft 1987 in Oberstdorf wurde zu einem Desaster. Zipfel warf seinen Athletinnen unprofessionelles Denken vor.
Noch im gleichen Jahr wechselte Zipfel wieder zur Nachwuchsförderung. Die Erfolge eines seiner Schützlinge, Johann Mühlegg, brachten den DSV dazu, Zipfel 1992 zum Disziplintrainer der Herrenmannschaft zu machen. Kurz darauf wurde er zum Bundestrainer der Herrenmannschaft befördert und löste damit Jürgen Seifert ab. Seine Zeit als Bundestrainer wurde von der sogenannten „Geisteraffäre“ überschattet, in deren Verlauf sein Vorzeigeschützling, der strenge Katholik Mühlegg, seinem Trainer Spiritismus vorwarf. Zipfel nahm Mühlegg zu den Olympischen Winterspielen 1994 in Lillehammer mit, doch als Mühlegg weiterhin gegen Zipfel Beschuldigungen vorbrachte, wurde er für die nordische Skiweltmeisterschaft 1995 in Thunder Bay aus der Mannschaft suspendiert. Mühleggs Mannschaftskollege Jochen Behle bezeichnete den Bundestrainer als mit den Senioren überfordert und warf ihm Inkompetenz vor.
Nach der WM wurde Georg Zipfel wieder in den Betreuungsstab der Junioren versetzt, um eine gute Vorbereitung zu den Olympischen Winterspielen 1998 in Nagano zu gewährleisten. Nach den Spielen wurde Zipfel zum Disziplintrainer Langlauf für den Perspektivkader für die Olympischen Winterspiele 2002 in Salt Lake City. Durch Erfolge seiner Junioren bei der Weltmeisterschaft in Saalfelden, bei denen sechs Medaillen gewonnen wurden, übernahm Zipfel vom Februar bis zum April 1999 noch einmal das Amt des Bundestrainers Langlauf und kehrte danach wieder in den Nachwuchsbereich zurück.
2003 wurde Georg Zipfel zum technischen Leiter Langlauf berufen und bekleidete zudem das Amt des Koordinators Langlauf/Biathlon beim DSV. Zusammen mit dem Sportwissenschaftler Prof. Dr. Ansgar Schwirtz von der TU München entwickelte er das Verfolgungsrennen. Um den klassischen mit dem freien Laufstil zu verbinden, wurde zuerst der Skiathlon entwickelt, dem die Doppel-Verfolgung folgte. Bei der nordischen Skiweltmeisterschaft 2005 in Oberstdorf fungierte er als Rennleiter.
Der begeisterte Autofahrer Georg Zipfel, der auch gern als Hobby alpinen Skisport betreibt und Akkordeon spielt, blieb in der Folgezeit dem Nachwuchs treu. Als sportlicher Leiter Langlauf betreute er die Junioren bei ihren Weltmeisterschaftswettkämpfen 2010 in Hinterzarten. Im August 2012 wurde Zipfel in die Mongolei entsandt, um das vom "FIS-Solidaritätskonzept" abgehaltene Trainingscamp für mongolische Nachwuchssportler als Trainer zu betreuen.